# Тетралогія
Тетралогія (від грецького чисельного префіксу τετρα- тетра-, "чотири" та -λογία -лоґія, "трактат")  або квадрологія (від латинського префіксу quadri-) — це літературний, музичний або кінематографічний твір, що складається з чотирьох різних робіт, як, наприклад, трилогія складається з трьох. Тетралогія може характеризуватися героями, єдністю сюжетно-композиційної побудови, простору, часу дії всіх частин і є цілим чотиричастинним твором. Кожна окрема частина сприймається і як самостійний твір мистецтва, і як частина більшого твору.
Назва походить від аттичного театру, в якому тетралогія була групою з трьох трагедій (всі одного автора), що супроводжувалася грою сатира.

## Відомі тетралогії

### Книги
- Володимир Малик — «Таємний посол»;
- Люк Бессон — «Артур»;
- Джонатан Свіфт — «Мандри Гуллівера»;
- Стефені Маєр — «Сутінкова сага»;
- «П'ятдесят відтнків сірого» (англ. «Fifty Shades of Grey») — еротичний роман британської письменниці Е. Л. Джеймс: «П'ятдесят відтінків сірого», «П'ятдесят відтінків темряви», «П'ятдесят відтінків свободи», «Грей. П'ятдесят відтінків від імені Крістіана Грея».
- Володимир Рутківський — «Джури козака Швайки», «Джури-характерники», «Джури і підводний човен» та «Джури і Кудлатик».
- Форд Медокс Форд — «Кінець параду».

### Фільми
- «Індіана Джонс» — Індіана Джонс: У пошуках втраченого ковчега, Індіана Джонс і Храм Долі, Індіана Джонс і королівство кришталевого черепа, Індіана Джонс і останній хрестовий похід
- «Сам удома» — Сам удома, Сам удома 2: Загублений у Нью-Йорку, Сам удома 3, Сам удома 4
- «Шрек» — Шрек, Шрек 2, Шрек III, Шрек назавжди
- «Таксі» — Таксі, Таксі 2, Таксі 3, Таксі 4
- «Крик» — Крик, Крик 2, Крик 3, Крик 4

### Музика
- Ріхард Вагнер — «Кільце Нібелунга»
- Антоніо Вівальді — «Пори року»